# Nikolaos Kalogeropoulos
Nikolaos Kalogeropoulos (Calcide, 1851 – 1927) è stato un politico greco, membro del partito conservatore e due volte primo ministro della Grecia: dal 16 settembre al 10 ottobre 1916 e dal 6 febbraio all'8 aprile 1921.

## Biografia
Dopo aver studiato giurisprudenza all'università di Atene e Parigi venne eletto deputato.
Ricoprì più volte la carica di ministro.
Fu membro della Massoneria.